# Irenek Khan
Irenek Khan (russisch Иренек хан) ist eine russisch-chakassische Folk-Rock-Band aus Sibirien. Der Name der Band erinnert an einen Regionalherrscher des 17. Jahrhunderts.

## Geschichte

Irenek Khans Teilnahme am Türkvizyon Song Contest sagte Chakassien (gelb) 2016 ab

Die Band entstand 2007 in der chakassischen Hauptstadt Abakan und wurde damals produziert von Arkadi Ugudschekow, der zuvor Pakhpyr (Пахпыр) und Aigo (Айго) produziert hatte. Igor Kolesnikow und Iwan Kolow hatten bereits zu Aigo gehört. Zu den ursprünglichen Bandmitgliedern von Aigo und Irenek Khan gehörte auch Maxim Kobjakow, der schon mit Pakhpyr und der chakassischen Sängerin Wika Tschebodajewa zusammengearbeitet hatte, aber 2008 verstarb. Seit 2008 ist Sängerin Julija Tinnikowa dabei, die ebenso wie Arsjan Tudenjew und Iwan Kolow Volkskunst an der Chakassischen Staatlichen Universität in Abakan studiert hatte. Irenek Khan verbindet chakassische und altaische Folklore sowie traditionelle Instrumente und Gesangstechniken mit moderner Rockmusik und elektronischen Klängen. Die Band singt in vier Sprachen (Chakassisch, Altaiisch, Kasachisch und Russisch).
Seit 2008 nahm Irenek Khan an verschiedenen regionalen, nationalen und internationalen Festivals und Wettbewerben teil, erst 2015 kam Alexei Bruchanow dazu. Im Jahr 2016 gewann die Band den chakassischen Vorentscheid für die Teilnahme am alltürkischen Türkvizyon Song Contest. Wegen einer vorübergehenden Verschlechterung der russisch-türkischen Beziehungen und der damals unklaren Sicherheitslage im Gastland Türkei hatte das russische Kulturministerium allerdings von einer Teilnahme abgeraten. Nicht alle russischen Teilrepubliken folgten diesem Rat - doch zumindest Karatschai-Tscherkessien, Kabardino-Balkarien, Tuwa und im November 2016 eben auch Chakassien traten von der zugesagten Teilnahme zurück. Die chakassische Delegation hatte die mangelhafte Kommunikation mit den Veranstaltern über die ungeklärten Fragen beklagt. Nach Terroranschlägen in der Türkei kündigten die Veranstalter im Dezember 2016 zunächst eine Verschiebung auf 2017 und ihre Verlegung nach Kasachstan an, ehe die Veranstaltung schließlich ganz abgesagt wurde. Irenek Khan gewann stattdessen 2017 den Hauptpreis des allrussischen Ethnofestivals Ot Yry  und nahm im gleichen Jahr auch am allrussischen Gesangswettbewerb Nowaja Swesda teil, wo die Band den 4. Platz erreichte.
Spätestens nach Ugudschekows Selbstmord (2018) übernahm Igor Kolesnikow die musikalische Leitung der Band. Deren Zusammensetzung hat sich inzwischen leicht verändert; Iwan Kolow wurde durch Anton Woronin ersetzt und mit Alexander Tichomirow ist ein sechstes Bandmitglied hinzugekommen.